# Nuno Freire de Andrade
Nuno Freire de Andrade (f. 1431), dito "O Mau", foi um nobre galego baixo-medieval, senhor de Pontedeume e Ferrol. A inícios da terceira década do século XV teve de fazer frente ao levantamento dos vassalos das suas terras, acontecimento conhecido na historiografia como Irmandade Fusquenlla ou Primeira Revolta Irmandinha.

## Biografia
Nuno Freire de Andrade era filho do segundo senhor da Casa de Andrade, Pedro Fernández de Andrade e de D. Mencía de Meira. Herdou do seu pai sendo ainda novo, quando este faleceu nos inícios do século XV, o senhorio de Ferrol, Pontedeume, Vilalba e outras localidades.
A sua atuação inicial dirigiu-se para a ampliação dos seus domínios à custa de territórios eclesiásticos, primeiro tentando ficar com os coutos de Muniferral e Féas (no atual concelho de Aranga), possessão da Mitra compostelana, da qual a fim obteve o arrendo dos coutos por dez anos em 1411, e logo edificando no porto da granja de Reparada (atual Covas, na terra de Trasancos), propriedade do mosteiro cisterciense de Sobrado, que se opôs a ele em 1410. Por outro lado foi generoso com Monfero.
Em 1428, recebeu nos seus estados o infante Henrique de Aragão, ao que hospedou obsequiosamente. Depois acompanhou ao rei João II de Castela a terras de Aragão, no ano seguinte, com numerosa hoste durante a guerra contra os aragoneses que apoiavam aos Infantes de Aragão. Nuno Freire acabada a guerra em 1430, não tinha outro remédio que compensar e pagar bem aos seus homens.

## A Irmandade Fusquenlla
Isto foi, seguramente, a origem de fortes exações sobre os seus vassalos, arrancadas com grande dureza, e que levaram ao levantamento da Irmandade Fusquenlla em 1431, na que até dez mil homens, conduzidos pelo fidalgo Roi Xordo, demoliram várias casas fortes e mesmo se atreveram a tentar o cerco de Santiago de Compostela; até que o mesmo Nuno Freire, auxiliado pelo corregedor real, Gómez García de Hoyos, os venceu aos pés da sua mesma fortaleza de Pontedeume, onde tinham cercada a sua própria esposa e filhos. Os derrotados foram ou presos ou enforcados.

## Morte
No mesmo ano de 1431 faleceu Nuno Freire de Andrade. Mandou-se inumar no mosteiro de Monfero. Sobre a sepultura colocou-se o seguinte epitáfio:
**No:Nome:Iesu:Auede:Piedade:Da:Anima:De:Nuno:Freire:De:Andrade:Caualeiro:De:Uerdade:Un:Do:Consello:Do:Rei:Qese:Finou:Eno:Ano:D:Mil:CCCCXXXI:Anos
(No nome de Jesus, tende piedade da alma de Nuno Freire de Andrade, cavaleiro de verdade, um do Conselho do Rei, que se finou no ano 1431)
A sua tumba, depois de ser movida no século XVII, figura à direita da portada da igreja do supradito mosteiro.

## Sucessão
Nuno Freire de Andrade teve dois filhos, Pedro Fernández de Andrade e mais Fernão Peres de Andrade, o Moço, o primeiro dos quais herdou a sucessão nos estados.